# Lieder eines fahrenden Gesellen
Lieder eines fahrenden Gesellen is een liederencyclus gecomponeerd door Gustav Mahler tussen 1883 en 1885. De cyclus omvat 4 liederen voor zangstem en orkest. De teksten -deels door de componist zelf geschreven, deels overgenomen uit de gedichtenbundel Des Knaben Wunderhorn,- handelen over het lot dat iemand ten dele valt wanneer hij of zij een geliefde verliest. Hierdoor wordt de onbeantwoorde liefde die Mahler voelde voor operazangeres Johanna Richter weleens in verband gebracht met de ontstaansgeschiedenis van de liederen. Het zwerversbestaan dat Mahler leidde van 1881 tot 1889 kan eveneens als inspiratiebron worden aangeduid, wanneer men de titel analyseert. De "fahrende Gesell" is een verwijzing naar, of eerder een synoniem voor, de "Wanderer", de zwervende die aan het eind van zijn pad niets meer staat te wachten dan rouwende berusting. Thema's uit de cyclus' heeft Mahler later gebruikt in zijn Eerste Symfonie.
Mahler slaagt er op bijzondere wijze in de tekst zeer direct te vertalen in de muziek. Iedere emotie is terug te vinden in de melodie en de orkestbegeleiding. De thematiek van deze liederen is verwant met die van Winterreise van Schubert.

## Lied 1:Wenn mein Schatz Hochzeit macht

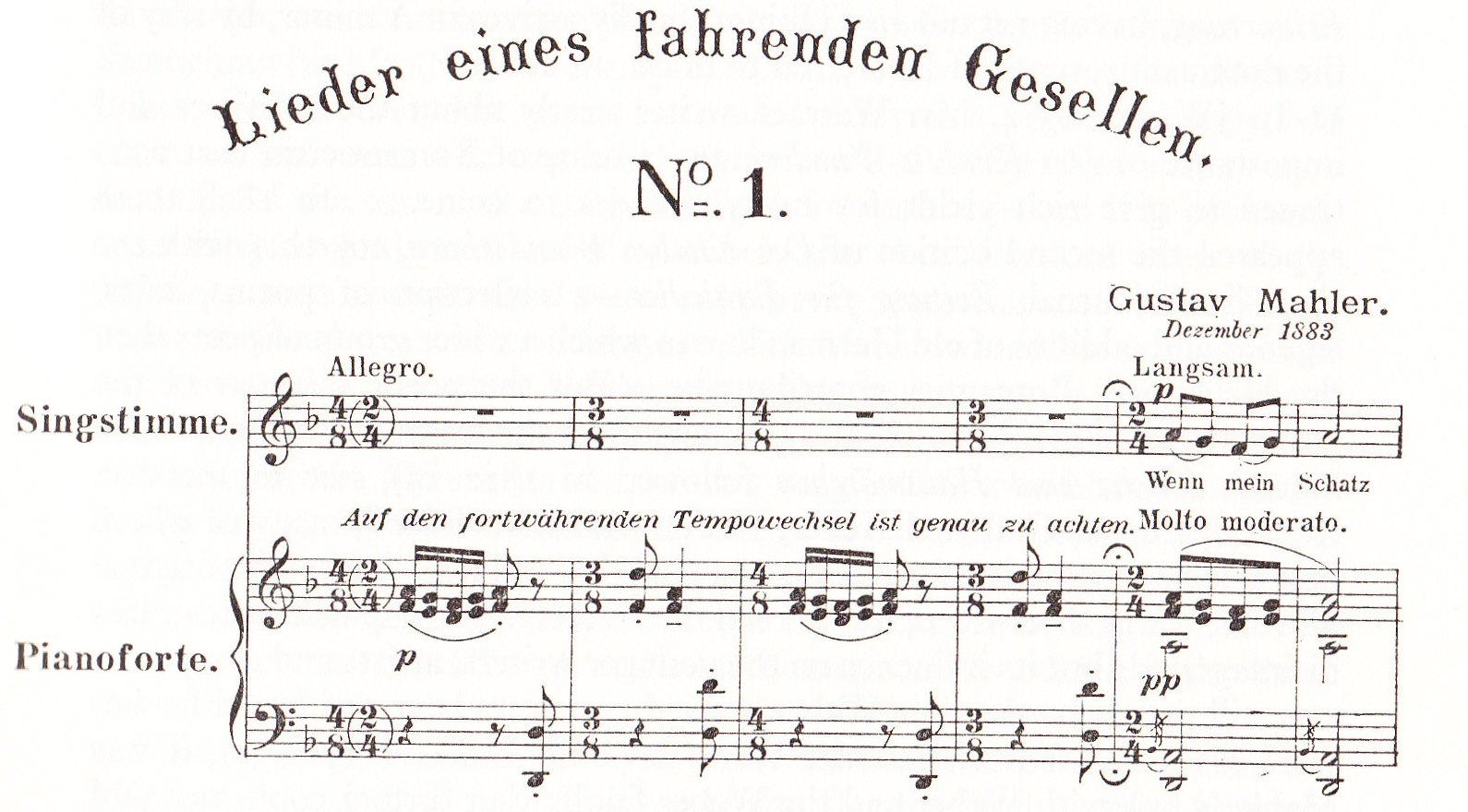
Wenn mein Schatz Hochzeit macht

Mahler laat het karakter van de verschillende coupletten duidelijk horen in de muziek. Bij het eerste gedeelte voert de "traurige Tag" de boventoon, afgewisseld door houtblazers die cynisch wat vrolijkheid van het huwelijk (met een ander) van de geliefde inbrengen.
In het tweede gedeelte klinkt even de schoonheid van de natuur. Daarna keert de duisternis van het eerste gedeelte weer terug.
| Wenn mein Schatz Hochzeit macht, Fröhliche Hochzeit macht, Hab' ich meinen traurigen Tag! Geh' ich in mein Kämmerlein, Dunkles Kämmerlein! Weine! Wein'! Um meinen Schatz! Um meinen lieben Schatz! Blümlein blau! Blümlein blau! Verdorre nicht, verdorre nicht! Vöglein süss! Vöglein süss! Du singst auf grüner Heide! Ach! Wie ist die Welt so schön! Ziküth! Ziküth! Singet nicht! Blühet nicht! Lenz ist ja vorbei! Alles Singen ist nun aus! Des Abends, wenn ich schlafen geh', Denk ich an mein Leide! An mein Leide! | Als mijn schat trouwen gaat, Vrolijke bruiloft heeft, Heb ik mijn treurige dag! Ga ik naar mijn kamertje, Donker kamertje! Huil! Huil! Om mijn schat! Om mijn lieve schat! Bloempje blauw! Bloempje blauw! Verdor nu niet, verdor nu niet! Vogeltje lief! Vogeltje lief! Jij zingt op de groene heide! Ach, wat is de wereld toch mooi! Ziküth! Ziküth! Zing nu niet! Bloei nu niet! Lente is heus voorbij! Al het zingen is nu uit! ’s Avonds als ik slapen ga, Denk ik aan mijn lijden! Aan mijn lijden! |

## Lied 2:Ging heut' morgen übers Feld
Dit lied heeft Mahler uitgebreid geciteerd in zijn Eerste Symfonie. De muziek is zeer beeldend. Men ziet de dichter het veld inwandelen en genieten van de natuur. Het is echter slechts de natuur, niet de dichter, die gelukkig is, zoals blijkt uit de laatste regels.
| Ging heut' morgen übers Feld, Tau noch auf den Gräsern hing; Schprach zu mir der lust'ge Fink: "Ei, du! Gelt? Guten Morgen! Ei gelt? Du! Wird's nicht eine schöne Welt!? Zink! Zink! Schön und flink! Wie mir doch die Welt gefällt!" Auch die Glockenblum' am Feld Had mir lustig, guter Ding' Mit den Glöckchen, klinge, kling, Klinge, Kling, Ihren Morgengruss geschellt: Wird's nicht eine schöne Welt!? Kling, Kling, Schönes Ding! Wie mir doch die Welt gefällt! Heia! Und da fing im Sonnenschein Gleich die Welt zu funkeln an; Alles Ton und Farbe gewann Im Sonnenschein! Blum' und Vogel, Gross und Klein! "Guten Tag!" Ist's nicht eine schöne Welt? Ei, du! Gelt!? "Schöne Welt!" Nun fängt auch mein Glück wohl an?! Nein! Nein! Das ich mein', Mir nimmer, nimmer blühen kann! | Ging vanochtend over het veld, Dauw lag nog op het gras; Zei een vrolijke vink tegen mij: “Hé, jij! Knaap? Goede morgen! Hé knaap? Jij! Wordt het niet een mooie wereld!? Zink! Zink! Mooi en flink! Hoe mij toch de wereld bevalt!” Ook de akelei in ‘t veld Heeft mij vrolijk, aardig ding Met haar klokje, klingeling, Klingeling, Al een morgengroet gebeld: Wordt het niet een mooie wereld!? Klingeling, Prachtig ding! Hoe mij toch de wereld bevalt! Heia! En in het eerste zonlicht Ving de wereld te fonkelen aan; Alles won aan tint en aan kleur In ’t eerste licht! Bloemen en vogels, groot en klein! “Goedendag!” Is de wereld nu niet mooi? Hé jij! Knaap!? “Mooie wereld!” Nu vangt ook mijn geluk aan?! Neen! Neen! Wat ik meen. Voor goed is mijn geluk gedaan! |

## Lied 3:Ich hab' ein glühend Messer
De stekende pijn van het "glühend Messer" wordt verbeeld in een heftige orkestbegeleiding met veel accenten. Het begin van het tweede gedeelte staat daarmee in scherp contrast, hoewel de wanhoop blijft. Aan het einde keert de heftigheid van het begin terug.
| Ich hab' ein glühend Messer in meiner Brust, O weh! O weh! Das schneid't so tief in jede Freud' und jede Lust, So tief, so tief! Ach, was ist das für ein böser Gast! Nimmer hält er Ruh', Nimmer hält er Rast, Nicht bei Tag, noch bei Nacht, wenn ich schlief! O weh! O weh! Wenn ich den Himmel seh', Seh' ich zwei blaue Augen steh'n! O weh! O weh! Wenn ich im gelben Felde geh', Seh' ich von fern das blonde Haar im Winde weh'n! O weh! O weh! Wenn ich aus dem Traum auffahr' Und höre klingen ihr silbern Lachen, O weh! O weh! Ich wollt', ich läg' auf der Schwarzen Bahr', Könnt' nimmer, nimmer die Augen aufmachen! | Ik heb een gloeiend mes in mijn borst, O wee! O wee! Dat snijdt zo diep In alle vreugde en alle lust, Zo diep, zo diep! Ach, wat is dat voor kwade gast! Nooit houdt hij zich stil, Nooit neemt hij ook rust, Niet overdag, noch ’s nachts als ik slaap! O wee! O wee! Wil ik naar de hemel kijken, Zie ik twee blauwe ogen prijken! O wee! O wee! Als ik naar het gele veld staar, Zie ik van ver haar blonde haar opwaaien! O wee! O wee! Ben ik met mijn dromen klaar En hoor opeens haar parelend lachen, O wee! O wee! Liever lag ik op de zwarte baar En nooit, nooit meer mijn ogen openen! |

## Lied 4:Zwei blauen Augen
De dichter is door de mislukte liefde voor "meinem Schatz" verjaagd. Droevig is hij op pad gegaan (paukenslagen in het tweede gedeelte). Pas bij een lindeboom onderweg vindt hij rust.
| Die zwei blauen Augen von meinem Schatz, Die haben mich in die weite Welt geschickt. Da mußt ich Abschied nehmen vom allerliebsten Platz! O Augen, blau! Warum habt ihr mich angeblickt? Nun hab ich ewig Leid und Grämen! Ich bin ausgegangen in stiller Nacht, In stiller Nacht wohl über die dunkle Heide. Hat mir niemand ade gesagt, ade! Mein Gesell war Lieb und Leide! Auf der Straße steht ein Lindenbaum, Da hab ich zum erstenmal im Schlaf geruht! Unter dem Lindenbaum, der hat Seine Blüten über mich geschneit, Da wußt ich nicht, wie das Leben tut, War alles, ach, alles wieder gut! Alles! Alles! Lieb und Leid! Und Welt und Traum! | Die twee blauwe ogen van mijn schat, Die hebben mij de wijde wereld in gestuurd. Ik moest afscheid nemen van wat ik het liefste had! O blauwe ogen! Waarom toch naar mij getuurd? Voor eeuwig moet mijn hart nu lijden! Ik ben uitgegaan in de stille nacht, Over de stille donkere heide. Niemand heeft mij vaarwel gezegd, vaarwel! Mijn gezel was liefde en lijden! Langs de straatweg staat een lindeboom, Daar heb ik voor het eerst al slapend gerust! Onder de lindeboom, die heeft mij met zijn witte bloesems besneeuwd. Toen wist ik niet, wat het leven doet, Was alles, ach, alles maar weer goed! Alles! Alles! Liefde en leed! En wereld en droom! Vertaling August Agasi, 2018 |